# Torre del Tiro Tirso
Torre del Tiro Tirso , con una altitud de 2639 m según la última medición del Instituto Geográfico Nacional (IGN), es una de las cumbres más elevadas de los Picos de Europa, situada en el macizo Central de los Picos de Europa o macizo de los Urrieles, en la provincia de León.
La primera ascensión conocida fue la realizada en solitario por el geólogo alemán Gustav Schulze el 19 de septiembre de 1906. Schulze alcanzó la cima trazando un difícil itinerario por la pared sur y descendió posteriormente por la arista oeste, mucho más sencilla y hoy en día considerada la vía normal de acceso a la cumbre (dificultad PDsup).  
En realidad, la intención de Schulze era ascender a la cercana y ligeramente más alta Torre del Llambrión, cuya ascensión llevó a cabo inmediatamente después de bajar de la Torre del Tiro Tirso. 